# Atletica leggera ai Giochi della XVIII Olimpiade - Pentathlon
La competizione del pentathlon femminile  di atletica leggera ai Giochi della XVIII Olimpiade si è disputata nei giorni 16 e 17 ottobre 1964 allo Stadio Nazionale di Tokyo.

## L'eccellenza mondiale
| Primatista mondiale   | 5.137 1961 | Irina Press     | Presente |
| Camp.ssa europea 1962 | 4.833      | Galina Bystrova | Presente |
| Primatista stagionale | 5.194      | Irina Press     | Presente |

1. ↑  Stabilito il 30 agosto ai campionati nazionali sovietici. Record del mondo non omologato.

## Risultati
Le migliori in campo sono le sovietiche Irina Press e Galina Bystrova.

Iniziano la gara già in prima posizione con 10”7 sugli ostacoli alti. Poi la Press prende il largo con un impressionante 17,16 nel peso (solo 5 cm in meno del suo personale): il secondo miglior lancio è 14,48!

Alla fine della prima giornata la Press guarda tutte dall'alto dei suoi 3.245 punti, seguita dalla Bystrova con 3.055 e dalla britannica Mary Rand con 2.917 punti.

Nella seconda giornata Mary Rand si riporta in corsa con 1,72 nel salto in alto (Press 1,63; Bystrova 1,60) e 6,55 con cui vince il lungo. Anche nei 200 metri ha un punteggio più alto delle sovietiche, ma riesce solamente a conquistare la piazza d'onore. Tamara Press vince migliorando il suo record del mondo (era di 5.194 punti).
Avendo conquistato l'oro negli 80 ostacoli a Roma 1960, Irina Press è la prima atleta ad aver vinto una prova individuale e la prova multipla alle Olimpiadi. La seconda sarà Jackie Joyner.

Mary Rand vince la sua seconda medaglia, dopo l'oro nel Salto in Lungo. Quattro giorni dopo incrementerà il suo bottino con il bronzo nella Staffetta 4x100. Rimane l'unica atleta britannica del XX secolo ad aver vinto tre medaglie nella stessa edizione dei Giochi.

### Classifica finale
| Pos.    | Atleta                  | Età | Nazione          | Punti |
| ------- | ----------------------- | --- | ---------------- | ----- |
| Oro     | Irina Press             | 25  | Unione Sovietica | 5246  |
| Argento | Mary Rand               | 24  | Gran Bretagna    | 5035  |
| Bronzo  | Galina Bystrova         | 30  | Unione Sovietica | 4956  |
| 4       | Mary Peters             | 25  | Gran Bretagna    | 4797  |
| 5       | Draga Stamejčič         | 27  | Jugoslavia       | 4790  |
| 6       | Helga Hoffmann          | 27  | Germania         | 4737  |
| 7       | Pat Daniels             | 21  | Stati Uniti      | 4724  |
| 8       | Ingrid Becker           | 22  | Germania         | 4717  |
| 9       | Nina Hansen             | 22  | Danimarca        | 4611  |
| 10      | Mariya Sizyakova        | 29  | Unione Sovietica | 4580  |
| 11      | Helen Frith             | 25  | Australia        | 4557  |
| 12      | Denise Guénard          | 30  | Francia          | 4548  |
| 13      | Jenny Wingerson-Meldrum | 21  | Canada           | 4514  |
| 14      | Lia Hinten              | 22  | Paesi Bassi      | 4466  |
| 15      | Dianne Gerace           | 20  | Canada           | 4445  |
| 16      | Oddrun Hokland          | 21  | Norvegia         | 4429  |
| 17      | Chi Cheng               | 20  | Taiwan           | 4229  |
| 18      | Miyuki Takahashi        | 18  | Giappone         | 3914  |
| 19      | Lee Hak-Ja              | 23  | Corea del Sud    | 3649  |
| -       | Ulla Flegel             | 24  | Austria          | Rit.  |

### Tutte le prove
| Pos.    | Atleta                  | Totale | Prove             | 80hs      | Peso       | Alto      | Lungo     | 200m      |
| ------- | ----------------------- | ------ | ----------------- | --------- | ---------- | --------- | --------- | --------- |
| Oro     | Irina Press             | 5246   | Prestazione Punti | 10"7 1096 | 17,16 1173 | 1,63 976  | 6,24 1042 | 24"7 959  |
| Argento | Mary Rand               | 5035   | Prestazione Punti | 10"9 1061 | 11,05 789  | 1,72 1067 | 6,55 1111 | 24"2 1007 |
| Bronzo  | Galina Bystrova         | 4956   | Prestazione Punti | 10"7 1096 | 14,47 1014 | 1,60 945  | 6,11 1014 | 25"5 887  |
| 4       | Mary Peters             | 4797   | Prestazione Punti | 11"0 1044 | 14,48 1015 | 1,60 945  | 5,60 897  | 25"4 896  |
| 5       | Draga Stamejčič         | 4790   | Prestazione Punti | 10"9 1061 | 12,73 904  | 1,54 880  | 6,19 1031 | 25"2 914  |
| 6       | Helga Hoffmann          | 4737   | Prestazione Punti | 11"2 1011 | 10,67 762  | 1,60 945  | 6,44 1087 | 25"0 932  |
| 7       | Pat Daniels             | 4724   | Prestazione Punti | 12"0 890  | 13,04 924  | 1,63 976  | 5,90 966  | 24"6 968  |
| 8       | Ingrid Becker           | 4717   | Prestazione Punti | 11"6 948  | 11,62 829  | 1,60 945  | 6,17 1027 | 24"6 968  |
| 9       | Nina Hansen             | 4611   | Prestazione Punti | 11"1 1027 | 11,26 804  | 1,54 880  | 6,27 1049 | 25"9 851  |
| 10      | Mariya Sizyakova        | 4580   | Prestazione Punti | 11"1 1027 | 11,87 846  | 1,57 913  | 5,94 975  | 26"3 819  |
| 11      | Helen Frith             | 4557   | Prestazione Punti | 11"9 904  | 11,16 797  | 1,69 1037 | 5,87 959  | 25"8 860  |
| 12      | Denise Guénard          | 4548   | Prestazione Punti | 11"1 1027 | 11,30 807  | 1,60 945  | 5,69 918  | 25"9 851  |
| 13      | Jenny Wingerson-Meldrum | 4514   | Prestazione Punti | 11"3 995  | 12,06 859  | 1,48 814  | 5,52 878  | 24"6 968  |
| 14      | Lia Hinten              | 4466   | Prestazione Punti | 11"3 995  | 10,72 766  | 1,45 780  | 5,82 948  | 24"5 977  |
| 15      | Dianne Gerace           | 4445   | Prestazione Punti | 11"9 904  | 11,19 799  | 1,69 1037 | 5,76 934  | 26"9 771  |
| 16      | Oddrun Hokland          | 4429   | Prestazione Punti | 12"0 890  | 10,05 717  | 1,63 976  | 5,79 941  | 25"3 905  |
| 17      | Chi Cheng               | 4229   | Prestazione Punti | 11"1 1027 | 9,79 697   | 1,40 721  | 5,72 924  | 25"8 860  |
| 18      | Miyuki Takahashi        | 3914   | Prestazione Punti | 12"0 890  | 9,56 680   | 1,40 721  | 5,51 875  | 27"2 748  |
| 19      | Lee Hak-Ja              | 3649   | Prestazione Punti | 12"6 809  | 10,19 727  | 1,35 660  | 4,91 729  | 27"5 724  |
| -       | Ulla Flegel             | 0      | Prestazione Punti | 12"2 862  | 11,66 832  | 1,63 976  | 5,22 806  | NP        |